# Tajirowe
Tajirowe (ukr. Таїрове, ros. Таирово) – osiedle typu miejskiego w południowo-zachodniej Ukrainie w rejonie odeskim obwodu odeskiego.
Tajirowe położone jest w południowej Besarabii na brzegu Limanu Suchiego, łączącego z Morzem Czarnym, 17 kilometrów na południe od centrum Odessy oraz 5 kilometrów na północ od portu handlowego Czornomorśk. Miejscowość została założona w 1905 roku, a w styczniu 1982 roku otrzymała status osiedla typu miejskiego jako Instytut im. Wasyla Tajirowa - naukowca w dziedzinie uprawiania winorośli i produkcji win.
Znajduje tu się stacja kolejowa Poromna oraz wjazd na prom kolejowy.